# 英國海軍情報局
英國海軍情報局（Naval Intelligence Division），成立於1912年，是英國海軍參謀部旗下的一個部門。在1964年統一的國防情報參謀部成立之前，它是英國海軍的情報部門，主要負責處理與英國海軍計劃有關的事務，並收集海軍情報。它也被稱為「39號房間」，因為那是它位於海軍總部的房間號碼。